# Klappensterne
Die Klappensterne (Valvatida) sind eine Ordnung von Seesternen, die 13 sehr unterschiedliche Familien umfassen.

## Beschreibung
Fast alle Klappensterne haben fünf flexible Arme mit wenigen, großen Randplatten. Die Kissensterne wie z. B. Culcita novaeguineae haben wiederum eine regelmäßig fünfeckige Gestalt. Die Pedicellarien sind oft ungestielt. Die in zwei Reihen stehenden Ambulacralfüßchen haben Saugscheiben.
Zu der Familie gehören sowohl die kleinen Arten der Gattung Asterina, darunter die winzige, nur wenige Millimeter große Asterina phylactica, als auch die Gattung Thromidia, deren Arten eine Spannweite von 75 Zentimeter erreichen können.

## Systematik
Laut World Register of Marine Species gehören zur Ordnung Valvatida 17 Familien, darunter eine fossile:
- Acanthasteridae Gervais, 1841
- Archasteridae Viguier, 1878
- Asterinidae Gray, 1840
- Asterodiscididae Rowe, 1977
- Asteropseidae Hotchkiss & Clark, 1976
- Chaetasteridae Sladen, 1889
- Ganeriidae Sladen, 1889
- Goniasteridae Forbes, 1841
- Leilasteridae Jangoux & Aziz, 1988
- Mithrodiidae Viguier, 1878
- Odontasteridae Verrill, 1899
- Ophidiasteridae Verrill, 1870
- Oreasteridae Fisher, 1911
- Podosphaerasteridae Fujita & Rowe, 2002
- Poraniidae Perrier, 1893
- Solasteridae Viguier, 1878
- Sphaerasteridae Schöndorf, 1906 †

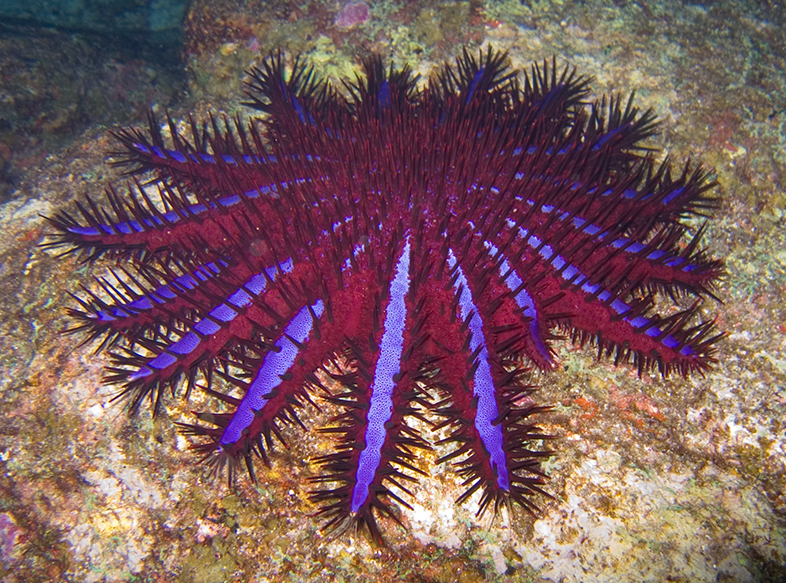
Acanthaster planci
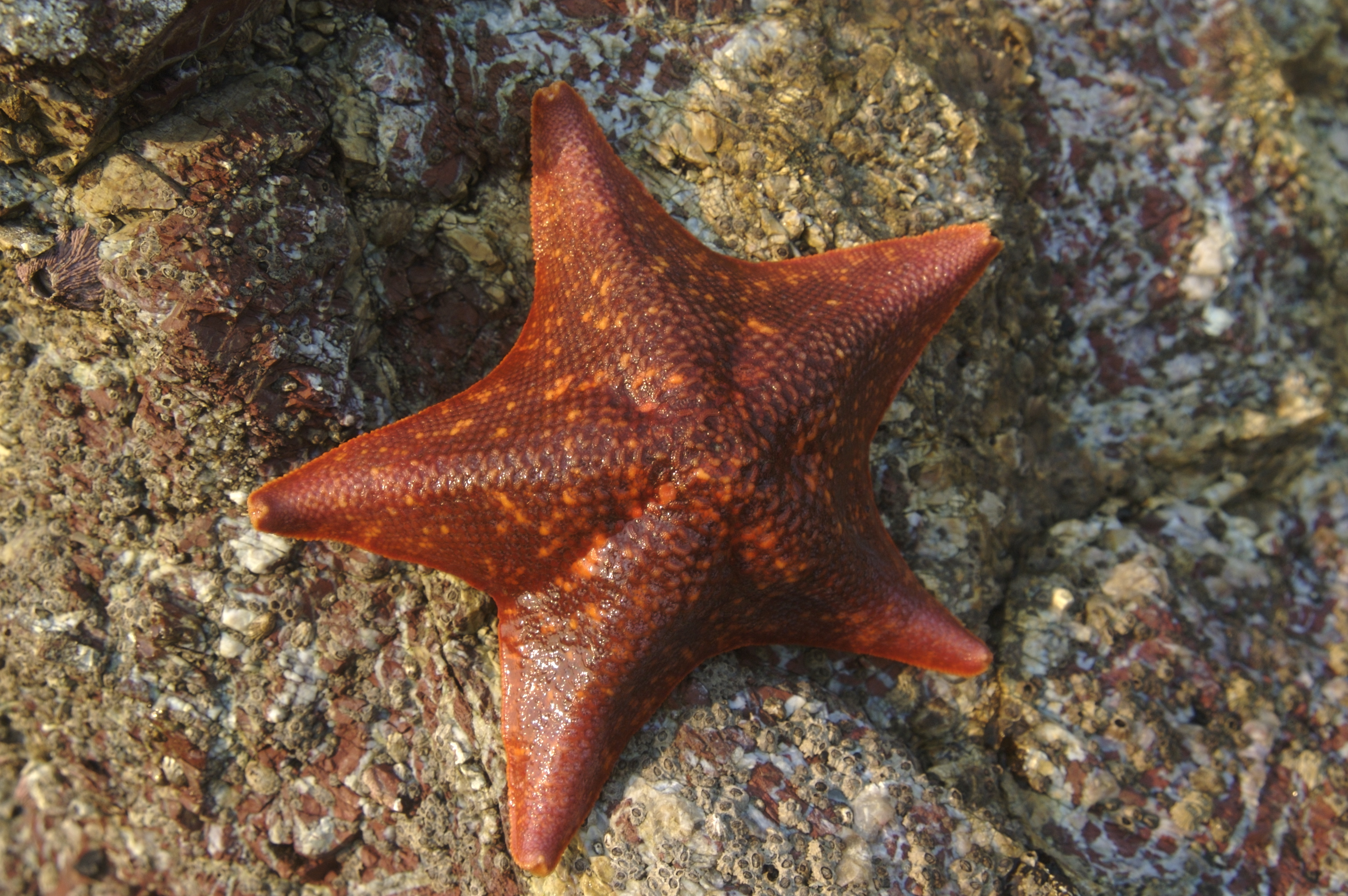
Asterina miniata
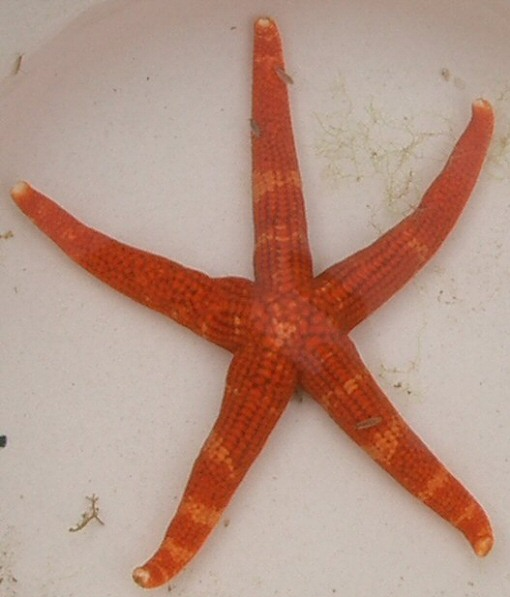
Certonardoa semiregularis
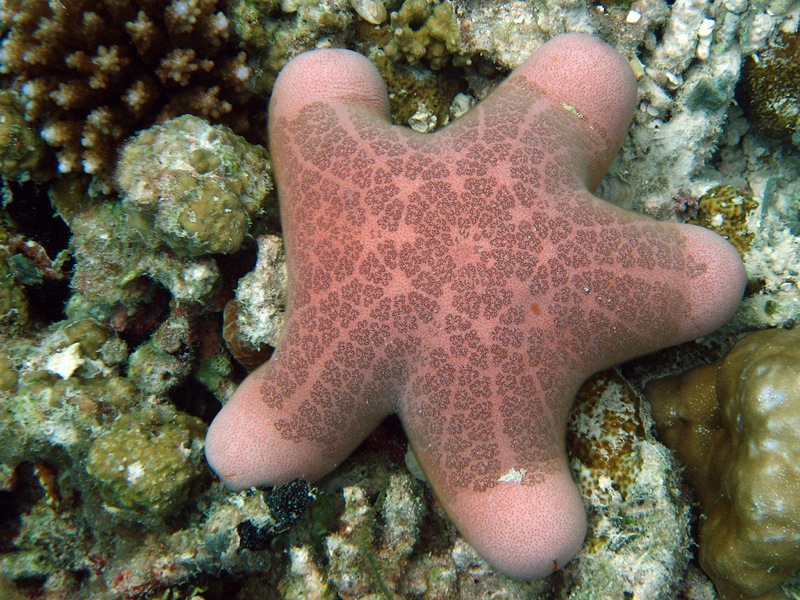
Choriaster granulatus
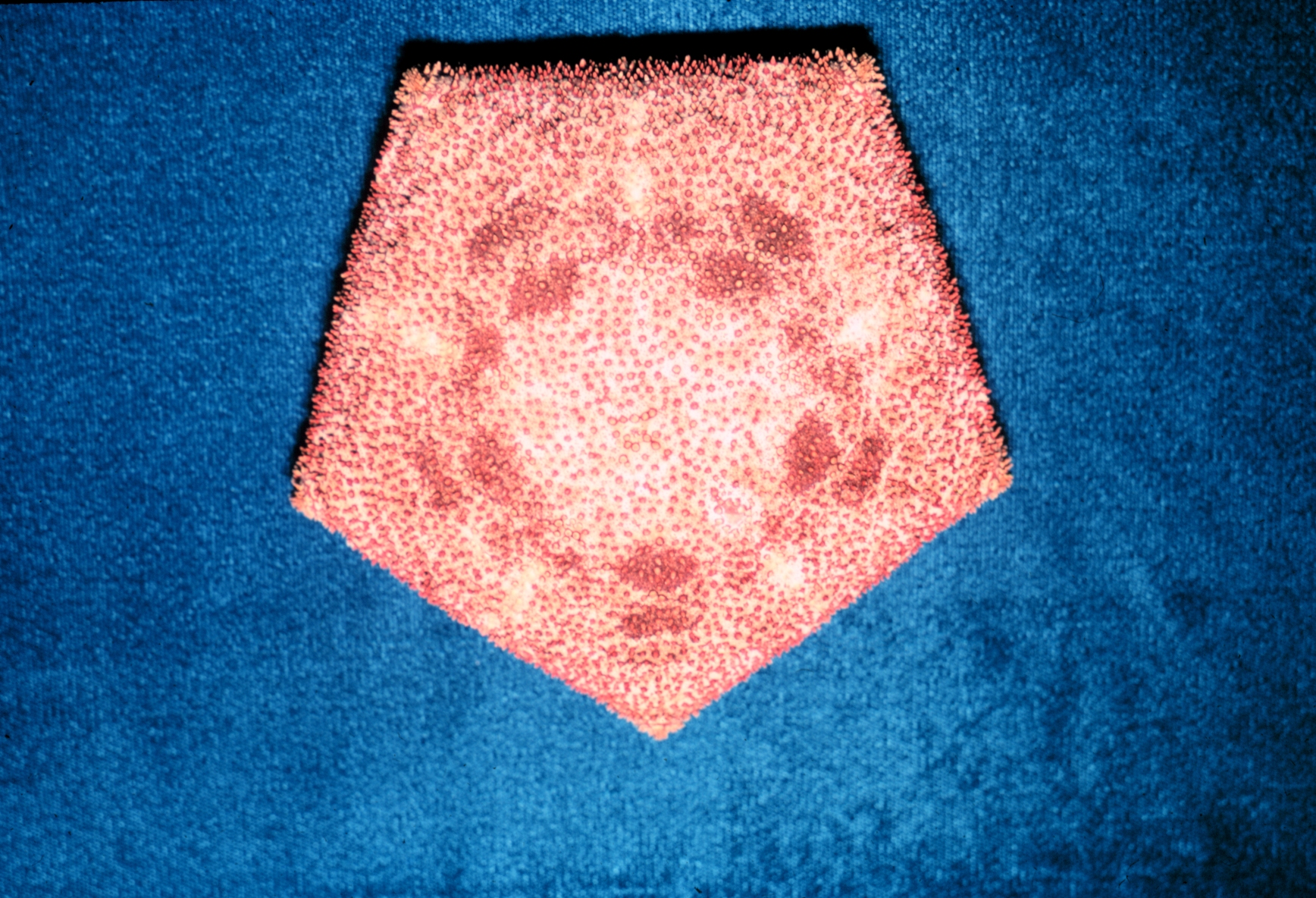
Culcita novaeguineae
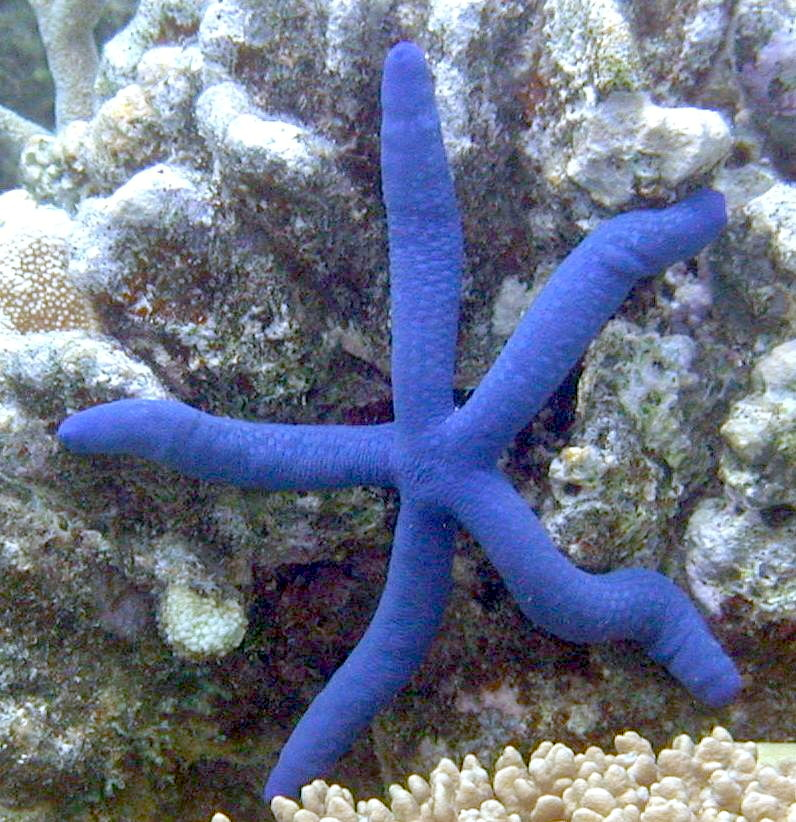
Linckia laevigata
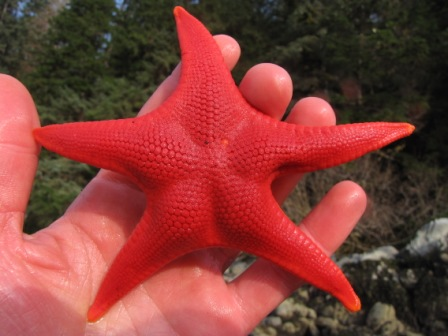
Mediaster aequalis.
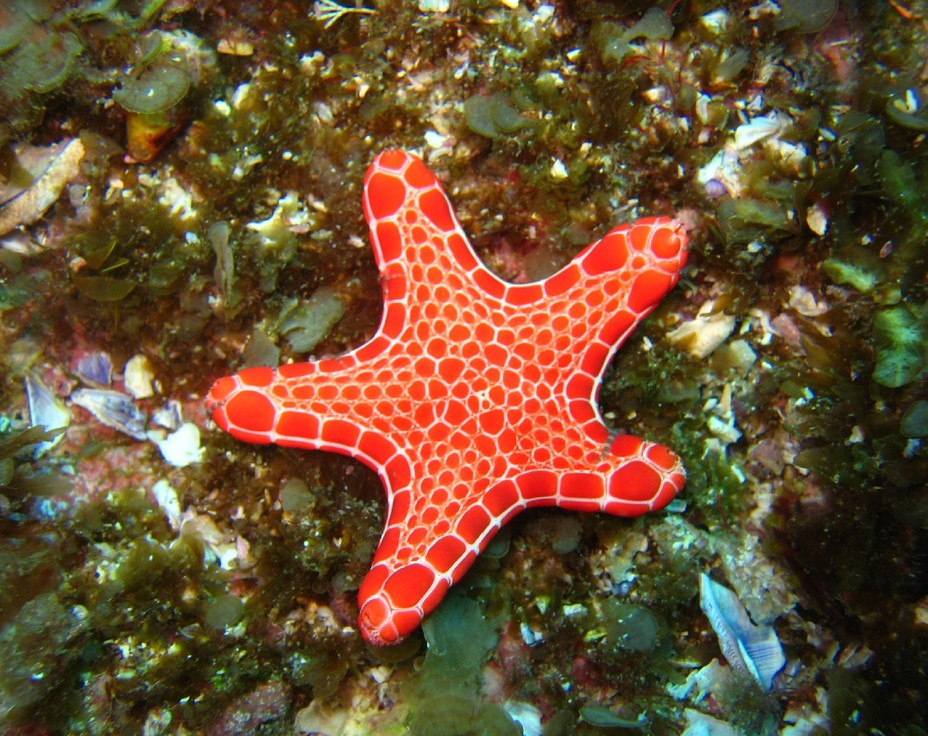
Pentagonaster dubeni
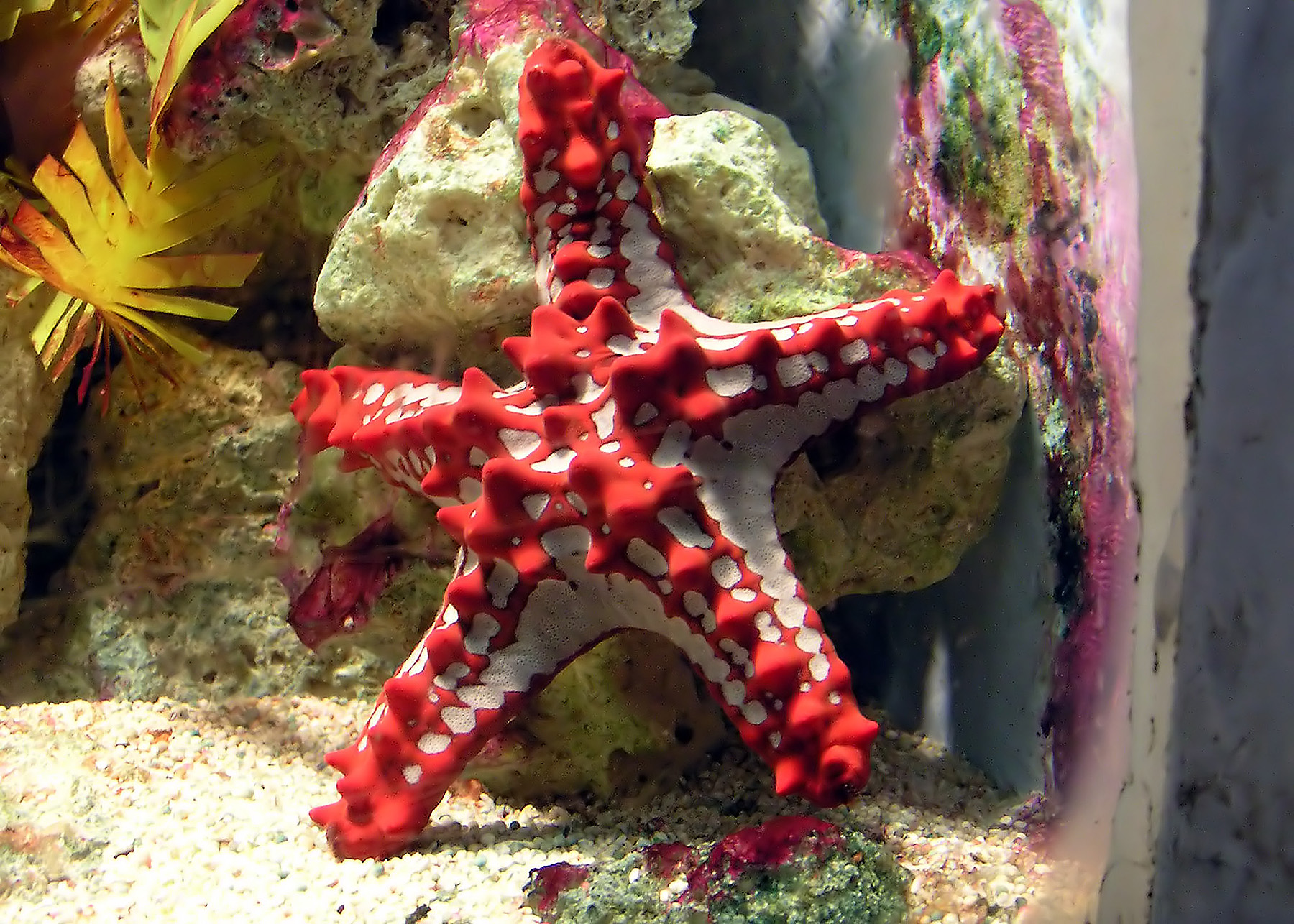
Protoreaster linckii
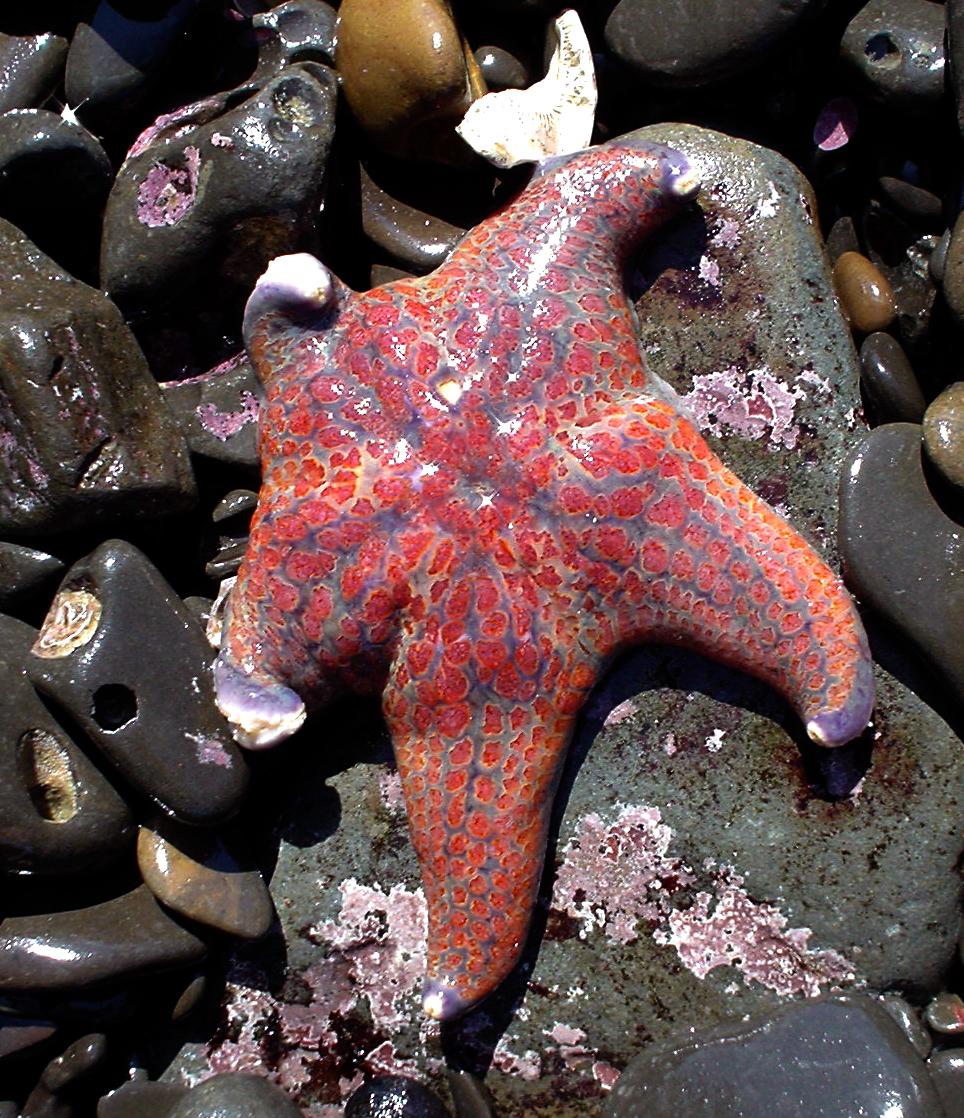
Dermasterias imbricata